# UFC on FOX 25
UFC on Fox 25: Weidman vs. Gastelum（ユーエフシー・オン・フォックス・トゥエンティーファイブ：ワイドマン・バーサス・ガステラム）は、アメリカ合衆国の総合格闘技団体「UFC」の大会の一つ。2017年7月22日、ニューヨーク州ユニオンデールのナッソー・ベテランズ・メモリアル・コロシアムで開催された。

## 大会概要
本大会では、クリス・ワイドマンとケルヴィン・ガステラムによるミドル級戦が組まれた。

## 試合結果

### アーリープレリム
第1試合 ライト級 5分3R
○  クリス・ウェイド vs.  フランキー・ペレス ×
3R終了 判定3-0（29-28、29-28、30-27）
第2試合 フェザー級 5分3R
○  シェーン・ブルゴス vs.  ゴドフレイド・ペペイ ×
3R終了 判定3-0（30-26、30-26、29-28）
第3試合 ヘビー級 5分3R
○  ジュニオール・アルビニ vs.  ティモシー・ジョンソン ×
1R 2:51 KO（右フック→パウンド）
第4試合 バンタム級 5分3R
○  マルロン・ヴェラ vs.  ブライアン・ケレハー ×
1R 2:18 腕ひしぎ十字固め
第5試合 フェザー級 5分3R
○  ジェレミー・ケネディ vs.  カイル・ボフニャク ×
3R終了 判定3-0（30-27、30-27、29-28）

### プレリミナリーカード
第6試合 ヘビー級 5分3R
○  チェイス・シャーマン vs.  ダミアン・グラボウスキ ×
3R終了 判定3-0（30-26、30-27、30-27）
第7試合 ウェルター級 5分3R
○  アレックス・オリベイラ vs.  ライアン・ラフレアー ×
2R 1:50 KO（右アッパー）
第8試合 ミドル級 5分3R
○  エリク・アンダース vs.  ハファエル・ナタウ ×
1R 2:54 KO（左ストレート）
第9試合 ウェルター級 5分3R
○  エリゼウ・ザレスキ・ドス・サントス vs.  ライマン・グッド  ×
3R終了 判定2-1（30-27、28-29、30-27）

### メインカード
第10試合 バンタム級 5分3R
○  ジミー・リベラ vs.  トーマス・アルメイダ ×
3R終了 判定3-0（29-28、30-26、30-27）
第11試合 ライトヘビー級 5分3R
○  パトリック・カミンズ vs.  ジャン・ヴィランテ ×
3R終了 判定2-1（29-28、28-29、29-28）
第12試合 フェザー級 5分3R
○  ダレン・エルキンス vs.  デニス・バミューデス ×
3R終了 判定2-1（29-28、28-29、29-28）
第13試合 ミドル級 5分5R
○  クリス・ワイドマン vs.  ケルヴィン・ガステラム ×
3R 3:45  肩固め

### 各賞
ファイト・オブ・ザ・ナイト： エリゼウ・ザレスキ・ドス・サントス vs. ライマン・グッド
パフォーマンス・オブ・ザ・ナイト： アレックス・オリベイラ、ジュニオール・アルビニ
各選手にはボーナスとして5万ドルが授与された。

### カード変更
負傷などによるカードの変更は以下の通り。